# BigFlo
BigFlo (tiếng Hàn: 빅플로, cách điệu là BIGFLO) là một nhóm nhạc nam Hàn Quốc trực thuộc công ty HO Company. Nhóm bao gồm 5 thành viên: Eui Jin, Sung Min, Ron, Lex, High Top Ngày 19 tháng 6 họ ra mắt single đầu tiên "Delilah" trên M! Countdown (có bản tiếng Việt).

## Danh sách thành viên
| Nghệ danh                | Tên thật                         | Ngày sinh         | Vai trò                      |
| ------------------------ | -------------------------------- | ----------------- | ---------------------------- |
| EuiJin (Hangul: 의진)    | Lee Eui Jin (Hangul: 이의진))    | 15 tháng 2, 1990  | Nhảy chính, Hát phụ, Rapper. |
| SungMin (Hangul: 성민)   | Oh Sung Min (Hangul: 오성민)     | 31 tháng 12, 1990 | Hát phụ.                     |
| Ron (Hangul: 론)         | Cheon Byung Hwa (Hangul: 천병화) | 22 tháng 1, 1991  | Visual, Hát phụ, Nhảy phụ.   |
| Lex (Hangul: 렉스)       | Jeon Hyung Min (Hangul: 전형민)  | 12 tháng 1, 1993  | Hát chính.                   |
| HighTop (Hangul: 하이탑) | Im Hyun Tae (Hangul: 임현태)     | 19 tháng 3, 1994  | Maknae, Rap Chính.           |

## Danh sách đĩa nhạc

### EP
- 2014: First Flow[1][2]
- 2014: Second Flow[3]

## Điện ảnh

### Chương trình thực tế
| Năm  | Show      | Thành viên tham gia | Ghi chú      | Tập                 |
| ---- | --------- | ------------------- | ------------ | ------------------- |
| 2014 | BIGFLO TV | Tất cả thành viên   | 5 thành viên | Tập 1-17 (hiện tại) |

### Music Video
| Năm  | Bài hát                    | Hangul       | Độ dài |
| ---- | -------------------------- | ------------ | ------ |
| 2014 | "Delilah"                  | 딜라일라     | 3:26   |
| 2014 | "Bad Mama Jama"            | 배드마마자마 | 3:16   |
| 2015 | "Delilah" (phiên bản Việt) | 딜라일라     | 3:29   |